# Lophodaxa
Lophodaxa là một chi bướm đêm thuộc họ Erebidae.